# Cruciata glabra
Cruciata glabra (L.) Ehrend. es una planta herbácea de la familia de las rubiáceas.

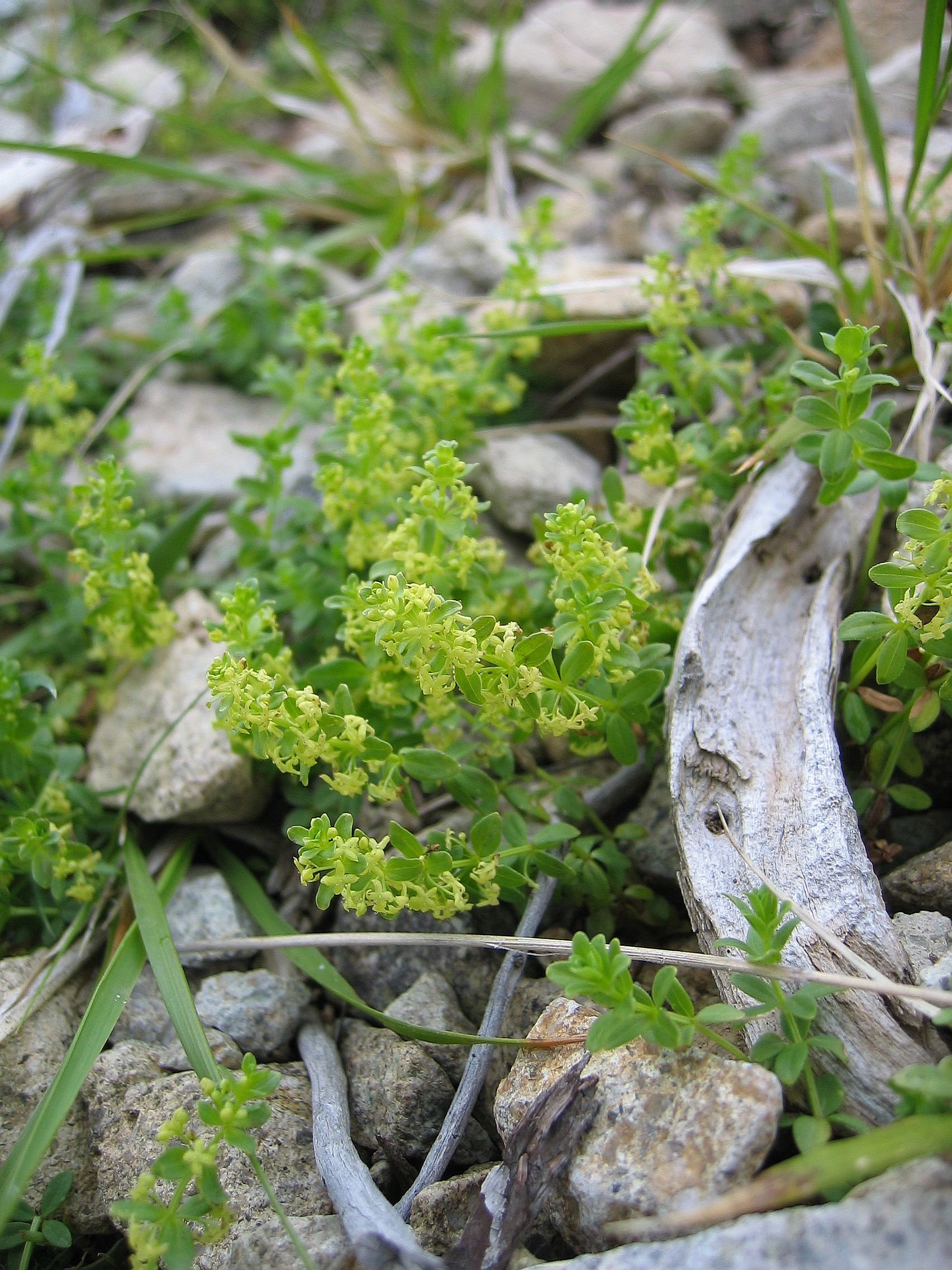

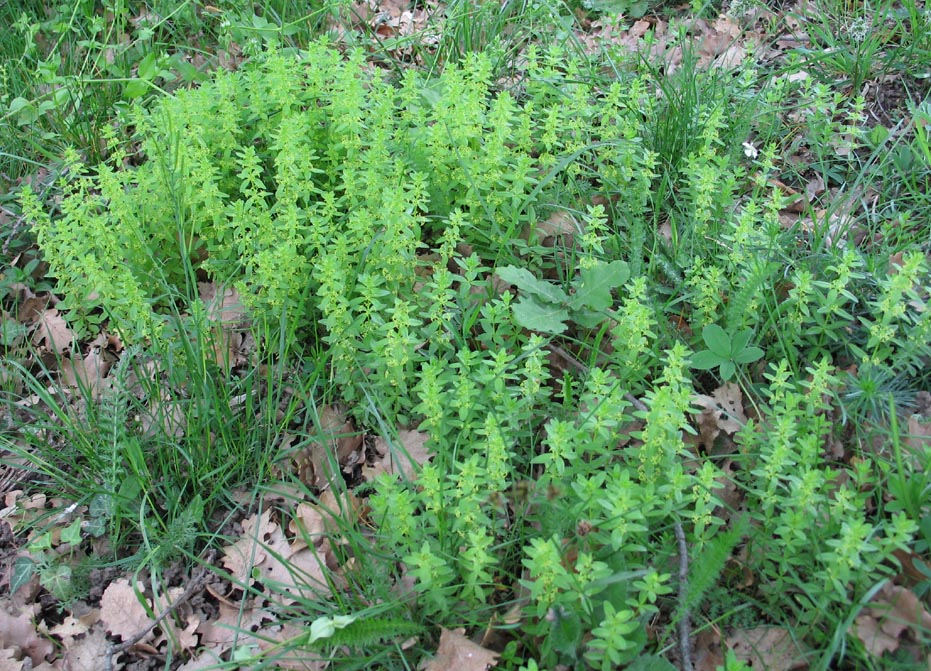
En su hábitat

## Descripción
Es una especie perenne que se caracteriza frente a  Cruciata laevipes Opiz por presentar pedúnculos glabros o poco pelosos, sin brácteas, tallos también glabros o poco pelosos y hojas poco más cortas que los entrenudos. También se diferencia por su inflorescencia en cimas axilares con tan solo 3-5 flores.

## Distribución
Planta principalmente eurosiberiana, que en Europa se distribuye por el sur y centro-sur del territorio, extendiéndose por el norte hasta Polonia y sur de Rusia. En la península ibérica aparece fundamentalmente por su mitad norte.

## Hábitat
Es una especie vegetal que se instala fundamentalmente en el sotobosque de encinares, quejigares o pinares, en áreas frescas de montaña. También en matorrales de boj, pastizales de  Festuca gautieri, en pie de roquedos, gleras o en barrancos umbríos, sobre suelos pedregosos a una altitud de 500 a 1500 m s. n. m. Muy rara vez baja a zonas de coscojar o romeral. Florece de mayo a julio.

## Taxonomía
Cruciata glabra fue descrita por (L.) Ehrend.  y publicado en Notes Roy. Bot. Gard. Edinburgh 22: 393, en el año 1958.
Etimología
Cruciata: nombre genérico que significa "con forma de cruz"
glabra: epíteto latíno que significa "glabra, sin pelo"
Subespecies aceptadas
- Cruciata glabra subsp. balcanica (Ehrend.) Soó
- Cruciata glabra subsp. glabra
- Cruciata glabra subsp. hirticaulis (Beck) Natali & Jeanm.
- Cruciata glabra subsp. krylovii (Iljin) E.G.Naumova

Sinonimia
- Galium glabrum  (L.) A.Kern., non Thunb.
- Galium pedemontanum subsp. sieberi (A.Kern.) Nyman'
- Valantia glabra L[4][5]

subsp. balcanica (Ehrend.) Soó
- Cruciata balcanica Ehrend.
- Galium pseudocruciata (Röhl.) A.W.Hill
- Galium verum var. pseudocruciata Röhl.[6]

subsp. glabra
- Cruciata glabra f. halleri (Roem. & Schult.) Soó
- Cruciata glabra f. hirsuta P.Silva
- Cruciata glabra f. internodiata Záborský & Zahradn.
- Cruciata glabra f. robusta Záborský & Zahradn.
- Galium bauhinii Roem. & Schult.
- Galium halleri Roem. & Schult.
- Galium hirsutissimum Briq.
- Galium sieberi Tausch
- Galium vernum Sieber ex Tausch
- Galium vernum Scop.
- Galium vernum var. bauhinii (Roem. & Schult.) DC.
- Galium vernum var. halleri (Roem. & Schult.) DC.
- Valantia bauhinii (Roem. & Schult.) Schur
- Valantia crebrifoliata Chaub.
- Valantia scopolii Besser
- Valantia verna (Scop.) G.Don[7]

subsp. hirticaulis (Beck) Natali & Jeanm.
- Cruciata glabra f. hirticaulis (Beck) Ancev
- Galium vernum var. hirticaule Beck[8]

subsp. krylovii (Iljin) E.G.Naumova
- Cruciata krylovii (Iljin) Pobed.
- Galium krylovii Iljin[9]

## Nombres comunes
- Castellano: cruxia lisa, cruxia portuguesa, cruzada, té de Guara, té fino, cuajaleche, cuajaleches, lagrimera, te de Guara, te fino, zera birjen.[4]